# Hariharapura, Koppa
Hariharapura là một làng thuộc tehsil Koppa, huyện Chikmagalur, bang Karnataka, Ấn Độ.